# Cicatripraonetha
Cicatripraonetha – rodzaj chrząszczy z rodziny kózkowatych i podrodziny zgrzypikowych. 

## Zasięg występowania
Przedstawiciele tego rodzaju występują na Filipinach.

## Systematyka
Do Cicatripraonetha należą 2 gatunki:
- Cicatripraonetha lumawigi
- Cicatripraonetha trocolii